# Rhyacotriton variegatus
Rhyacotriton variegatus е вид земноводно от семейство Rhyacotritonidae.

## Разпространение
Видът е разпространен в САЩ.